# Baderska

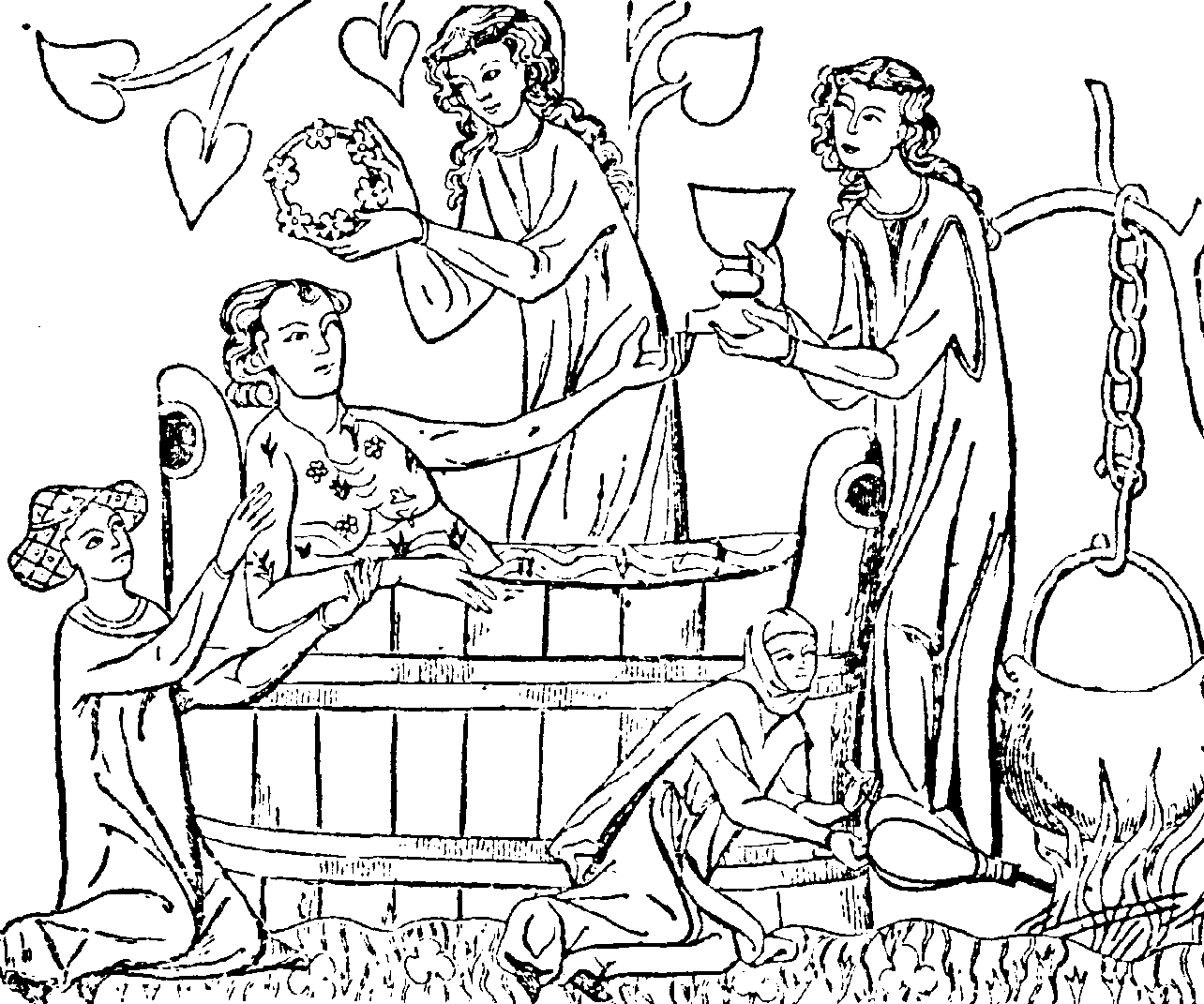
En medeltida riddare får hjälp av baderskor.

Baderska var sedan antiken en tjänstekvinna som hjälpte sin husbonde vid bad. En baderska kunde vara anställd på en badanrättning eller sjukhus.